# 340er v. Chr.
Portal Geschichte | Portal Biografien | Aktuelle Ereignisse | Jahreskalender | Tagesartikel

◄ |
1. Jahrtausend v. Chr. |

◄ |
5. Jh. v. Chr. |
4. Jahrhundert v. Chr. |
3. Jh. v. Chr. |
►

◄ | 370er v. Chr. | 360er v. Chr. | 350er v. Chr. | 340er v. Chr. |
330er v. Chr. |
320er v. Chr. |
310er v. Chr. |
►

349 v. Chr. |
348 v. Chr. |
347 v. Chr. |
346 v. Chr. |
345 v. Chr. |
344 v. Chr. |
343 v. Chr. |
342 v. Chr. |
341 v. Chr. |
340 v. Chr.

## Ereignisse
- 343 bis 341 v. Chr.: Erster Samnitenkrieg zwischen den Samniten und der Römischen Republik um die Vorherrschaft in Kampanien.
- 342 v. Chr.: Aristoteles wird Lehrer Alexanders des Großen.
- 340 v. Chr.: Zweiter Latinerkrieg – Aufstand der 30 Republiken der Etrusker und Latiner gegen die Vormachtstellung Roms innerhalb des Latinerbundes.